# Международный центр правосудия переходного периода
Международный центр правосудия переходного периода (англ. International Center for Transitional Justice, ICTJ) — неправительственная организация по защите прав человека.
Центр был основан в 2001 году в США. 

## Концепция
Центр был создан как некоммерческая организация, занимающаяся привлечением к ответственности за массовые злодеяния и нарушения прав человека с помощью механизмов правосудия переходного периода. 

## История
Центр официально открыл свои двери в Нью-Йорке 1 марта 2001 года и в течение шести месяцев начал работать более чем в дюжине стран по мере поступления запросов о помощи.

## Архив
Коллекция материалов, собранных центром за 1981–2008 годы, хранится в библиотеке Дьюкского университета.

## Персоналии
- Алекс Борейн, соучредитель и первый президент[6]
- Присцилла Хейнер, соучредитель и бывший директор программ в Сьерра-Леоне, Перу и Гане[7]
- Пол ван Зил, соучредитель и генеральный директор PeaceVentures[8]
- Хуан Мендес, почетный президент[9]
- Фернандо Травеси, исполнительный директор[10]
- Пабло де Грайфф, директор по исследованиям (а с 2012 по 2018 год специальный докладчик ООН )[11]

## Внешние ссылки
- Официальный сайт центра